# Velone
Velone è stato un programma televisivo creato da Antonio Ricci, andato in onda per due edizioni su Canale 5 nelle estati del 2003 e del 2010.

## Il programma
Il programma riprende in chiave ironica il format di Veline: a gareggiare in prove di ballo e di arte varia sono donne al di sopra dei 65 anni di età.

## Edizioni
| Edizione | Inizio        | Fine              | Conduttore     | Vincitrice        | Sigla                               |
| -------- | ------------- | ----------------- | -------------- | ----------------- | ----------------------------------- |
| 1        | 9 giugno 2003 | 20 settembre 2003 | Teo Mammucari  | Carpina Zuccarina | Bimba Bum, interpretata dal Gabibbo |
| 2        | 7 giugno 2010 | 18 settembre 2010 | Enzo Iacchetti | Luciana Petrassi  | Bimba Bum, interpretata dal Gabibbo |

### Prima edizione
Dal 9 giugno al 20 settembre 2003, su Canale 5, è andata in onda la prima edizione di Velone, condotta da Teo Mammucari: la vincitrice è stata Carpina Zuccarina, 73enne di Grottaminarda (Avellino), che si è aggiudicata 250.000 euro come primo premio. Durante questa edizione venne anche selezionata la nuova annunciatrice televisiva dell'emittente, Lisa Gritti, che dal settembre di quell'anno annunciò i programmi dell'emittente sostituendo la storica annunciatrice Fiorella Pierobon: tra le ex aspiranti annunciatrici divenute in seguito famose troviamo Francesca Cavallin, Marysthell García Polanco, Margherita Zanatta e Ludovica Leoni. Le fasi finali si sono disputate nello studio 11 del Centro di produzione Mediaset di Cologno Monzese. La sigla è sempre la stessa delle prime tre edizioni di Veline.

### Seconda edizione
Dal 7 giugno al 18 settembre 2010, sempre su Canale 5, Velone è stato riproposto con la conduzione di Enzo Iacchetti e la partecipazione di Nina Seničar che ha accompagnato le performance delle Signore. Tra queste ricordiamo il celebre "Can Can" di Nina Senicar ad Andalo con l'aspirante Velona Dina Tommasi di Forte dei Marmi.  Le tappe di questa seconda ed ultima edizione sono state: Ostuni, Norcia, Acqui Terme, Chioggia, Lignano Sabbiadoro, Andalo e Riccione. La finale è stata disputata a Milano nello studio 20 del Centro di produzione Mediaset di Cologno Monzese. La vincitrice è stata Luciana Petrassi, ottantatreenne di Roma, che si è aggiudicata un premio di 250.000 euro, mentre la seconda e la terza classificata hanno vinto 25.000 euro a testa: la finalissima è durata più di un'ora. Anche in quest'ultima edizione la sigla è rimasta la stessa della normale trasmissione estiva.